# أمين أباد (مقاطعة فامنين)
أمين أباد (بالفارسية: امین‌آباد) هي قرية تقع في Khorram Dasht Rural District في محافظة همدان في إيران. يقدر عدد سكانها بـ 76 نسمة بحسب إحصاء 2016.